# Humberto Tomassina
Humberto Tomassina (niekiedy pisany Tomasina, ur. 12 września 1898 w Montevideo, zm. 12 czerwca 1981 tamże) – piłkarz urugwajski, obrońca.
Jako piłkarz klubu Liverpool Montevideo był w kadrze reprezentacji podczas turnieju Copa América 1923, gdzie Urugwaj zdobył mistrzostwo Ameryki Południowej. Tomassina nie zagrał w żadnym meczu.
Tomassina, nadal jako gracz Liverpoolu, był również na Igrzyskach Olimpijskich w 1924 roku, gdzie Urugwaj zdobył złoty medal. Zagrał w dwóch meczach – z Jugosławią i USA.
Od 26 maja 1924 do 19 sierpnia 1928 Tomassina rozegrał w reprezentacji Urugwaju 5 meczów, w których nie zdobył żadnej bramki.